# Salmonella Dub
 (décembre 2017).
Si vous disposez d'ouvrages ou d'articles de référence ou si vous connaissez des sites web de qualité traitant du thème abordé ici, merci de compléter l'article en donnant les références utiles à sa vérifiabilité et en les liant à la section « Notes et références ».
Salmonella Dub est un groupe de Dub de Nouvelle-Zélande, formé dans les années 1990.
Le groupe se compose de Dave Deakins, Andrew Penman, Tiki Taane, Mark Tyler et Conan Wilcox.

## Discographie

### Albums
- 2009 : Freak Controller
- 2007 : Heal Me
- 2003 : One Drop East
- 2002 : Outside the Dub Plates (versions et remix)
- 2001 : Inside the dub plates
- 1999 : Killervision
- 1997 : Calming of a Drunken Monkey
- 1994 : Salmonella Dub

### EP
- 2002 : Outside the Dub Plates EP
- 2001 : Colonial Dubs
- 1996 : THC Winter
- 1995 : Dub Tomfoolery